# Orléans Masters
L'Orléans Masters (anciennement Orléans International ou French International) est un tournoi de badminton qui se joue chaque année depuis 1994 à Orléans (France). Il est organisé par le club de l'Orléans Masters Badminton et se déroule au Palais des Sports d'Orléans.

## Histoire

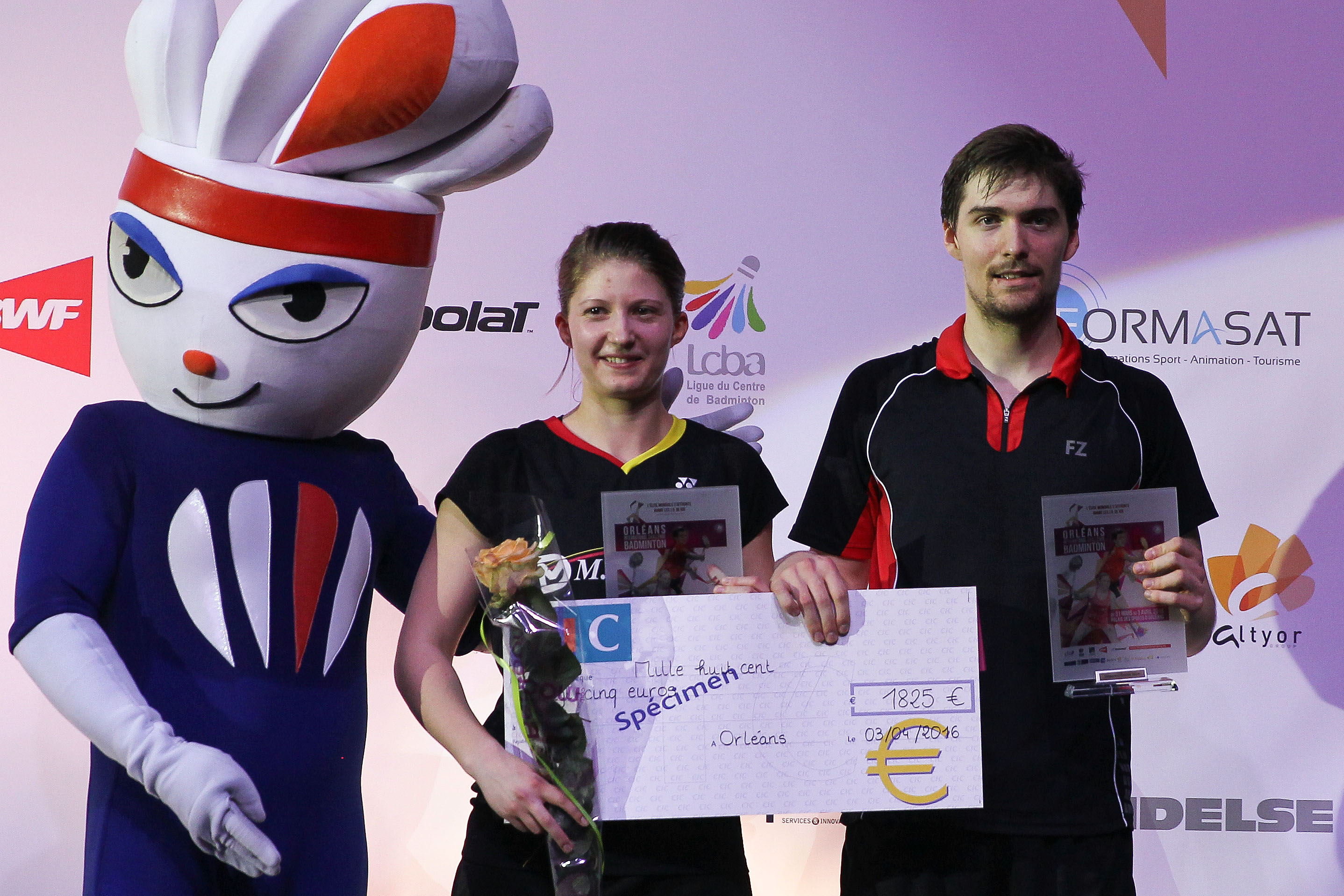
Lena Grebak & Mathias Christiansen, gagnants du double mixte en 2015 et 2016

Jusqu'en 2011, l'événement, d'envergure régionale et nationale, est surtout réservé aux joueurs étant licenciés à la FFBaD malgré quelques ouvertures à des joueurs étrangers. Il est alors connu sous l'appellation Tournoi des Volants de l’Orléanais.
Il devient international en 2012, lorsqu'il intègre le circuit des compétitions de Badminton Europe en catégorie International Series avant de passer International Challenge l'année suivante. Le tournoi change de nom en 2014 et devient l'Orléans International Challenge afin d'éviter toute confusion avec l'Open de France, tournoi Super Series bien établi, organisé à Paris.
En 2018, le tournoi franchit une nouvelle étape de son développement en intégrant le cercle restreint des tournois labellisés BWF Super 100 (niveau 6) au sein du nouveau circuit BWF World Tour. Pour l'occasion, il est renommé Orléans Masters badminton et voit sa dotation passer de 20 000 $ à 75 000 $, soit l'équivalent des anciens tournois de catégorie BWF Grand Prix,.
En 2020, le tournoi devait avoir lieu du 24 au 29 mars toujours au palais des sports et la dotation devait passer à 90 000 $. Cependant, le tournoi doit être annulé à la suite de la suspension des compétitions.
En 2023, l'Orléans Masters intègre pour la 1re fois la catégorie des Super 300. Il est le BWF 300 le plus doté financièrement du circuit avec 240 000$ de prize money. Il devient également pour 4 ans l'Orléans Masters Badminton presented by VICTOR.

## Palmarès
| Année                    | Simple hommes                                                  | Simple dames                                                   | Double hommes                                                  | Double dames                                                   | Double mixte                                                   |
| ------------------------ | -------------------------------------------------------------- | -------------------------------------------------------------- | -------------------------------------------------------------- | -------------------------------------------------------------- | -------------------------------------------------------------- |
| International Series     |                                                                |                                                                |                                                                |                                                                |                                                                |
| 2012                     | Anand Pawar                                                    | Judith Meulendijks                                             | Peter Käsbauer Josche Zurwonne                                 | Johanna Goliszewski Judith Meulendijks                         | Peter Käsbauer Johanna Goliszewski                             |
| International Challenge  |                                                                |                                                                |                                                                |                                                                |                                                                |
| 2013                     | Rajiv Ouseph                                                   | Beatriz Corrales                                               | Adam Cwalina Przemysław Wacha                                  | Rie Eto Yu Wakita                                              | Robert Blair Imogen Bankier                                    |
| 2014                     | Pablo Abián                                                    | Beatriz Corrales                                               | Adam Cwalina Przemysław Wacha                                  | Imogen Bankier Petya Nedelcheva                                | Robert Blair Imogen Bankier                                    |
| 2015                     | Dmytro Zavadsky                                                | Natalia Koch Rohde                                             | Matthew Nottingham Harley Towler                               | Gabriela Stoeva Stefani Stoeva                                 | Mathias Christiansen Lena Grebak                               |
| 2016                     | Emil Holst                                                     | Goh Jin Wei                                                    | Richard Eidestedt Nico Ruponen                                 | Heather Olver Lauren Smith                                     | Mathias Christiansen Lena Grebak                               |
| 2017                     | Mark Caljouw                                                   | Kirsty Gilmour                                                 | Liao Min-chun Su Cheng-heng                                    | Asumi Kugo Megumi Yokoyama                                     | Mark Lamsfuß Isabel Herttrich                                  |
| BWF Tour Super 100       |                                                                |                                                                |                                                                |                                                                |                                                                |
| 2018                     | Mark Caljouw                                                   | Shiori Saito                                                   | Mark Lamsfuß Marvin Emil Seidel                                | Gabriela Stoeva Stefani Stoeva                                 | Niclas Nøhr Sara Thygesen                                      |
| 2019                     | Koki Watanabe                                                  | Saena Kawakami                                                 | Lee Yang Wang Chi-lin                                          | Chloe Birch Lauren Smith                                       | Thom Gicquel Delphine Delrue                                   |
| 2020                     | Édition annulée en raison de la pandémie de Covid-19 en France | Édition annulée en raison de la pandémie de Covid-19 en France | Édition annulée en raison de la pandémie de Covid-19 en France | Édition annulée en raison de la pandémie de Covid-19 en France | Édition annulée en raison de la pandémie de Covid-19 en France |
| 2021                     | Toma Junior Popov                                              | Busanan Ongbamrungphan                                         | Ben Lane Sean Vendy                                            | Jongkolphan Kititharakul Rawinda Prajongjai                    | Mathias Christiansen Alexandra Bøje                            |
| 2022                     | Toma Junior Popov                                              | Putri Kusuma Wardani                                           | Ruben Jille Ties van der Lecq                                  | Gabriela Stoeva Stefani Stoeva                                 | Terry Hee Tan Wei Han                                          |
| BWF World Tour Super 300 |                                                                |                                                                |                                                                |                                                                |                                                                |
| 2023                     | Priyanshu Rajawat                                              | Carolina Marín                                                 | Chen Boyang Liu Yi                                             | Rena Miyaura Ayako Sakuramoto                                  | Chen Tang Jie Toh Ee Wei                                       |
| 2024                     | Yushi Tanaka                                                   | Tomoka Miyazaki                                                | Choong Hon Jian Muhammad Haikal                                | Meilysa Trias Puspita Sari Rachel Allessya Rose                | Cheng Xing Zhang Chi                                           |
| 2025                     | Alex Lanier                                                    | An Se-young                                                    | Kang Min-hyuk Ki Ju-dong                                       | Kim Hye-jeong Kong Hee-yong                                    | Jesper Toft Amalie Magelund                                    |

## Résultats par nations
Depuis 2012, mise à jour après l'édition 2025.
| #     | Nation         | SH | SD | DH | DD  | Mx | Total |
| ----- | -------------- | -- | -- | -- | --- | -- | ----- |
| 1.    | Japon          | 2  | 3  |    | 3   |    | 8     |
| 2.    | Danemark       | 1  | 1  |    |     | 5  | 7     |
| 3.    | Angleterre     | 1  |    | 2  | 2   |    | 5     |
| 4     | Allemagne      |    |    | 2  | 0.5 | 2  | 4.5   |
| 4     | Pays-Bas       | 2  | 1  | 1  | 0.5 |    | 4.5   |
| 6.    | France         | 3  |    |    |     | 1  | 4     |
| 6.    | Espagne        | 1  | 3  |    |     |    | 4     |
| 8.    | Bulgarie       |    |    |    | 3.5 |    | 3.5   |
| 8.    | Écosse         |    | 1  |    | 0.5 | 2  | 3.5   |
| 10.   | Corée du Sud   |    | 1  | 1  | 1   |    | 3     |
| 10.   | Malaisie       |    | 1  | 1  |     | 1  | 3     |
| 12.   | Inde           | 2  |    |    |     |    | 2     |
| 12.   | Pologne        |    |    | 2  |     |    | 2     |
| 12.   | Taipei chinois |    |    | 2  |     |    | 2     |
| 12.   | Indonésie      |    | 1  |    | 1   |    | 2     |
| 12.   | Chine          |    |    | 1  |     | 1  | 2     |
| 12.   | Thaïlande      |    | 1  |    | 1   |    | 2     |
| 18.   | Singapour      |    |    |    |     | 1  | 1     |
| 18.   | Suède          |    |    | 1  |     |    | 1     |
| 18.   | Ukraine        | 1  |    |    |     |    | 1     |
| Total | Total          | 12 | 12 | 12 | 12  | 12 | 60    |